# 單寧體
單寧體（英語：tannosome，或称鞣质体）是一种在维管植物细胞内存在的细胞器。

## 生理作用
單寧體是一种制造并存储缩合鞣质和多酚的色素体。这些色素体可以和叶绿体互相转换。存储的鞣质和多酚可以作为化学物质帮植物驱赶食草动物，如蚜虫。鞣质还可以保护植物免受病原体和紫外线的危害。

## 发现
在2013年，一群法国的研究人员在植物试管的鞣质聚集处发现了單寧體。